# Успенський старообрядницький чоловічий монастир
Успе́нська старообрядницький чоловічий монастир — колишній чоловічий монастир старообрядників, що існував у місті Черкаси.

## Історія

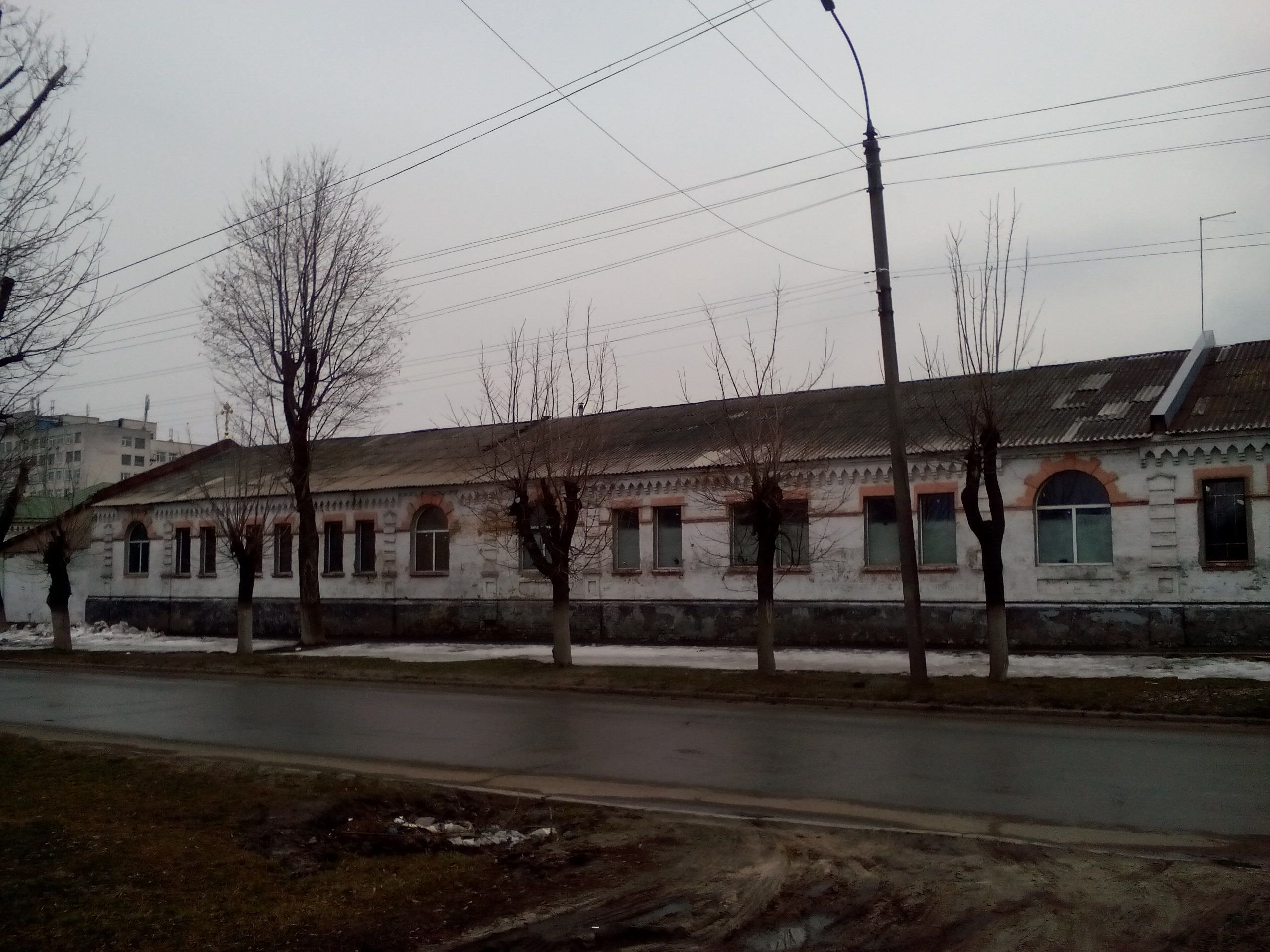
Вигляд з боку вулиці Благовісної

З другої половини 18 століття у Черкасах почали оселятись старообрядці (розкольники). Вже станом на 19 століття вони мали парафіяльну церкву у межах міста та 2 монастирі на околицях. Один був жіночим, а інший чоловічим. Останній знаходився за 5 верст від міста на високому березі Дніпра. Заснований був монахом Піменом. Через 10 років, 1820 року він був перенесений на сучасне місце по причині постійного підтоплення навесні.
Монастир мав 2 дерев'яні церкви:
- холодна Успіння Пресвятої Богородиці
- тепла з двома престолами Преподобного Сергія та Філіпа Московського

Монастир мав 11 келій, загальну трапезну та господарські будівлі. Станом на 1830 рік у ньому було 33 монахи та послушники, 1839 року — 23, 1853 року — 7 монахів та 17 послушників, 1854 року — 10 осіб, 1860 року — 10 монаших старців та 20 старих чоловіків, 1861 року — 356 осіб, 1889 року — 23 монахи та 27 послушників, 1903 року — 35 осіб, 1907 року — 24 особи. 1848 року серед послушників перебував купець Стефан Григорович Ліфенцов.
За радянські часи у приміщенні монастиря була розташована валяльна фабрика.